# 亚历山大·霍瓦特
亚历山大·霍瓦特（1938年12月28日—2022年8月31日），斯洛伐克男子足球运动员，司职后卫。他曾代表捷克斯洛伐克国家队参加1970年国际足联世界杯，结果队伍止步小组赛阶段。